# 皮文迪
皮文迪是印度的城市，由馬哈拉施特拉邦負責管轄，位於該國西部，距離孟買15公里，海拔高度24米，每年平均降雨量3,224毫米，主要經濟活動是紡織業，2011年人口711,329。